# Kiba Inuzuka
Kiba Inuzuka (犬塚 キバ?, Inuzuka Kiba) è un personaggio del manga ed anime Naruto, scritto e disegnato dal mangaka Masashi Kishimoto. Nella serie, Kiba è un ninja del Villaggio della Foglia e membro del Clan Inuzuka. Fa parte del Team Kurenai, capitanato da Kurenai, e si trova in squadra con Hinata Hyuga, Shino Aburame e il fido cane Akamaru. Kiba è specializzato negli inseguimenti e nelle missioni di sopravvivenza e le sue tecniche sono spesso in coppia con quelle di Akamaru.
Kiba appare in alcuni film, così come in altri media, compresi tutti i videogiochi e OAV.

## Personalità
Kiba è caratterialmente il personaggio più simile a Naruto, sebbene a differenza di quest'ultimo non abbia un passato tragico, si dimostra spesso impulsivo ed esagitato. Inoltre, nonostante faccia il duro, è in realtà una persona molto sensibile e molto vicino ai suoi compagni di squadra ovvero Hinata, di cui è amico e che incoraggia durante le missioni, e Shino Aburame, verso cui ha una sorta di rivalità, sentita però solo da lui, per il titolo di "capo gruppo" del team 8. Kiba ha un ottimo rapporto con il suo cane, Akamaru, che considera il suo migliore amico. Kiba rivela di voler proteggere Akamaru ad ogni costo, arrivando persino a sacrificare la propria vita.
Il gruppo cui fa parte Kiba è sicuramente quello che ha trovato prima di tutti gli altri una certa armonia: i componenti di questo team, difatti, non solo si allenano sempre tutti assieme, ma anche dopo gli esercizi amano trascorrere molto tempo insieme. Nel loro tempo libero, i tre giovani si dedicano ai loro hobby preferiti e quello di Kiba è sicuramente quello di allenare il proprio cagnolino, Akamaru.
In un certo senso troviamo una sorta di analogia tra Kiba e il suo compagno di squadra Shino Aburame: poiché entrambi vivono in simbiosi con i loro rispettivi animali; Kiba con il fedele Akamaru e Shino con gli insetti.

## Storia
Kiba è il figlio di Tsume e fratello minore di Hana. In tenera età gli viene regalato Akamaru, un cagnolino che diverrà il suo compagno e il suo amico, col quale si instaura un rapporto quasi simbiotico, come succede per ogni membro del clan col proprio compagno canino.
In seguito alla sua promozione al rango di Genin, Kiba entra nel Team 8 capitanato da Kurenai, insieme a Shino Aburame e Hinata. Dopo alcune missioni, Kiba partecipa con il gruppo agli esami di selezione dei Chunin, ma viene sconfitto da Naruto Uzumaki durante la terza parte degli esami.
Dopo la fuga di Sasuke, da Konoha, per unirsi ad Orochimaru, Kiba si unisce ad un team, guidato da Shikamaru, del quale fanno parte anche Naruto, Neji e Choji, per cercare di riportare al villaggio Sasuke. Durante la missione lui ed Akamaru si scontrano con Sakon & Ukon, ma vengono sconfitti dopo un durissimo scontro. Poco prima di morire, i due vengono salvati da Kankuro che elimina facilmente i due nemici.
Kiba parte alla ricerca di Sasuke e di suo fratello Itachi, ma la missione fallisce a causa dell'intervento di Tobi. In questa missione si scopre che il suo olfatto è superiore a quello di qualunque cane ninja di Kakashi e, a detta di quest'ultimo, ha superato in abilità ogni membro vivente del clan Inuzuka.
Kiba, durante l'attacco di Pain, affronta uno dei corpi del membro di Alba, ma viene sconfitto. Poco prima di essere ucciso, viene salvato dall'intervento decisivo di sua madre. In questo momento c'è l'unico riferimento al padre di Kiba quando quest'ultimo dice che è scappato dalla famiglia perché spaventato dall'eccessiva forza della moglie.
Dopo l'invasione di Pain, Kiba parte insieme a Sakura, Rock Lee e Sai alla ricerca di Sasuke, ma durante il tragitto, la ragazza addormenta i compagni con un sonnifero impedendogli, quindi, di raggiungere l'Uchiha.
In seguito, Kiba viene reclutato nella Quinta divisione, comandata da Mifune. Insieme ai suoi compagni affronta l'esercito degli Zetsu bianchi. Successivamente si recherà sul campo di battaglia in cui si sta svolgendo la lotta tra Kakashi, Gai, Naruto e Killer Bee contro Madara e Obito Uchiha. In seguito Obito diverrà la forza portante del dieci code creando panico e terrore a tutti i presenti, Kiba interverrà nello scontro mantenendo una posizione difensiva assieme al resto dell'alleanza. Sarà tra i tanti che rimarranno intrappolati nello Tsukuyomi Infinito nello svolgimento della battaglia finale per poi essere liberato da Naruto e Sasuke alla fine del loro scontro personale.
Anni dopo la fine della guerra, Kiba viene visto in compagnia di Tamaki, la nipote di Nonna Gatta, la titolare dell'emporio dove gli Uchiha erano soliti rifornirsi di armi, facendo intuire che i due siano una coppia.

## Capacità ninja
Kiba ha una relazione quasi simbiotica con il suo cane Akamaru. I due sono persino in grado di comunicare tra di loro: ciò permette a Kiba di ottenere informazioni grazie all'olfatto e all'udito molto sviluppati di Akamaru. I due eseguono molte tecniche insieme, come la moltiplicazione selvatica in cui Akamaru prende le sembianze di Kiba.
Concentrando il chakra nel naso, Kiba può aumentare il suo senso dell'olfatto di circa mille volte. Kiba ed i suoi compagni, Hinata Hyuga e Shino Aburame, sono specializzati nel seguire le tracce: i sopraffini sensi di Kiba e Akamaru uniti al Byakugan di Hinata e agli insetti di Shino rendono il loro team eccezionale in questi compiti.
Solitamente, per aumentare la sua velocità, Kiba corre a quattro zampe e aumenta la lunghezza delle sue unghie, diventando, quindi, più simile ad un cane che ad un umano.
Durante la quarta grande guerra ninja Kiba rivela di saper utilizzare la moltiplicazione superiore del corpo, riuscendo però a creare una sola copia con cui si fonde in una variante delle zanne del lupo che, invece del lupo a due teste che si creava  fondendosi solo con Akamaru, crea un lupo a tre teste molto più grande somigliante a Cerbero.

## Akamaru
Akamaru (赤丸?, Akamaru) è il cane ninja di Kiba. Gli viene donato quando era ancora un cucciolo, come da tradizione del Clan Inuzuka. Essendo un cane ninja, Akamaru sa utilizzare il chakra e affianca in battaglia il suo padrone: i due insieme possono utilizzare tecniche combinate tipiche del Clan Inuzuka, che sfruttano le caratteristiche dei cani. Un'altra abilità di Akamaru è quella di avere un olfatto molto sviluppato che è capace non solo di seguire le tracce olfattive a distanze elevate, ma anche di percepire il chakra dei ninja avversari per stimarne la forza, come nel caso di Gaara nella foresta della morte, quando si mette addirittura a tremare.
Inoltre quando il cane ingerisce un tonico da guerra speciale datogli dal padrone non solo aumenta la propria forza, ma il suo pelo cambia colore da bianco a rosso. Da quest'ultima caratteristica deriva il suo nome: è formato dalla parola "Aka" (赤?), "Rosso", e da "Maru" (丸?), tipico suffisso maschile.
Akamaru ed il suo padrone sono molto legati e non esitano a rischiare la vita l'uno per l'altro, come avviene nello scontro con Sakon e Ukon.
Tra la prima e la seconda parte del manga Akamaru cresce fisicamente in maniera impressionante: se all'inizio della serie era abbastanza piccolo da sedersi sulla testa del suo padrone, in seguito è così grande da portarlo addirittura in groppa.

Nell'epilogo, Akamaru viene mostrato notevolmente invecchiato, inoltre viene rivelato che ha avuto un cucciolo.

## Altri media
Kiba è uno dei personaggi più presenti in Naruto, sia nel manga che nell'anime. Appare anche in alcuni film come nel terzo film di Naruto Shippuden in cui affronta il nemico di turno, Hiruko, e i suoi subordinati. Kiba appare anche nel terzo OAV dove, insieme a tutti i protagonisti, partecipa ad un torneo nel Villaggio della Foglia, perdendo contro Naruto.
Kiba appare anche in molti videogame tra i quali la serie di Naruto: Clash of Ninja e la serie di Naruto: Ultimate Ninja.
Nel videogioco Naruto: Clash of Ninja, Lee fa la sua prima apparizione con l'aspetto della seconda serie.